# Championnat de Chypre d'échecs
Le championnat de Chypre d'échecs est la compétition qui permet de désigner le meilleur joueur d'échecs de Chypre. Il est organisé par la Fédération chypriote d'échecs.

## Vainqueurs du championnat mixte
Les champions chypriotes sont :
| Année | Vainqueur                 |
| ----- | ------------------------- |
| 1961  | Georgios Kleopas          |
| 1962  | Georgios Kleopas          |
| 1963  | Byron Zappas              |
| 1965  | Byron Zappas              |
| 1966  | Georgios Kleopas          |
| 1967  | Andreas Lantsias          |
| 1968  | Andreas Hadjikypris       |
| 1969  | Agathoclis Constantinou   |
| 1970  | Petros Avgousti           |
| 1971  | Petros Avgousti           |
| 1973  | N. Avraamidis             |
| 1974  | Conrad Riza               |
| 1976  | Avgousti Avgoustinos      |
| 1977  | Agathoclis Constantinou   |
| 1980  | Agathoclis Constantinou   |
| 1981  | Agathoclis Constantinou   |
| 1982  | Agathoclis Constantinou   |
| 1983  | Constantinos Hadjiyiannis |
| 1984  | Agathoclis Constantinou   |
| 1985  | Andreas Savva             |
| 1986  | Marios Schinis            |
| 1987  | Agathoclis Constantinou   |
| 1988  | Herodotos Ipsarides       |
| 1989  | Agathoclis Constantinou   |
| 1990  | Marios Schinis            |
| 1991  | Agathoclis Constantinou   |
| 1992  | Marios Schinis            |
| 1993  | Matthaios Christodoulou   |
| 1994  | Antonis Georghiou         |
| 1995  | Panikos Savva             |
| 1996  | Paris Klerides            |
| 1997  | Paris Klerides            |
| 1998  | Herodotos Ipsarides       |
| 1999  | Antonis Antoniou          |
| 2000  | Yuri Poluektov            |
| 2001  | Paris Klerides            |
| 2002  | Paris Klerides            |
| 2003  | Antonis Antoniou          |
| 2004  | Paris Klerides            |
| 2005  | Antonis Antoniou          |
| 2006  | Iulian Baltag             |
| 2007  | Iulian Baltag             |
| 2008  | Vassilis Aristotelous     |
| 2009  | Alkis Martidis            |
| 2010  | Antonis Antoniou          |
| 2011  | Antonis Antoniou          |
| 2012  | Antonis Antoniou          |
| 2013  | Andreas Kelires           |
| 2014  | Andreas Kelires           |
| 2015  | Paris Klerides[2]         |
| 2016  | Konstantinos Michaelides  |
| 2017  | Konstantinos Michaelides  |
| 2018  | Konstantinos Michaelides  |
| 2019  | Ioannis Damianov          |
| 2020  | Pavlos Constantinou       |
| 2021  | Konstantinos Michaelides  |
| 2022  | Konstantinos Michaelides  |
| 2023  | Konstantinos Michaelides  |
| 2024  | Konstantinos Michaelides  |
| 2025  | Alexandros Isaakidis[3]   |

## Championnats féminins[4]
| #   | Année | Champion            |
| --- | ----- | ------------------- |
| I   | 2022  | Christiana Markidou |
| II  | 2023  | Victoria Sokolova   |
| III | 2024  | Christiana Markidou |